# Битва при Сауле
Би́тва при Са́уле (лит. Saulės mūšis) — сражение войск Ордена меченосцев и их союзников против жемайтов и земгалов, предположительно возглавляемых Викинтом. Согласно поздним источникам, жемайтами и земгалами в этой битве командовал Рингольд. Битва произошла 22 сентября 1236 года. Описывается в Ливонской рифмованной хронике.

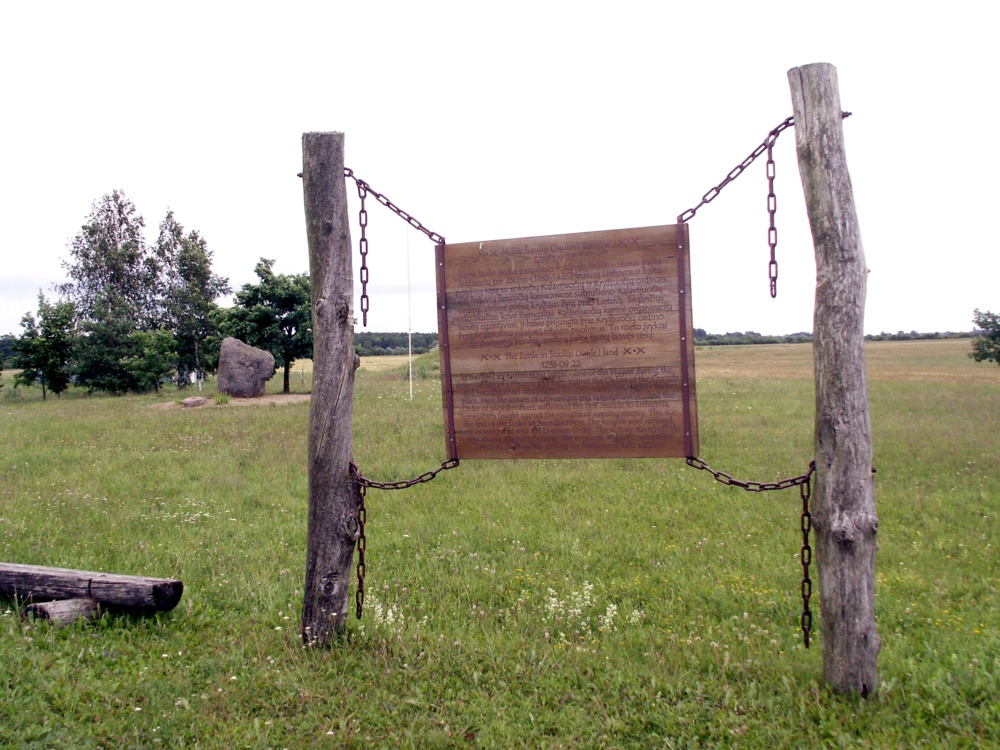
Поле, на котором по одной из версий произошла битва при Сауле

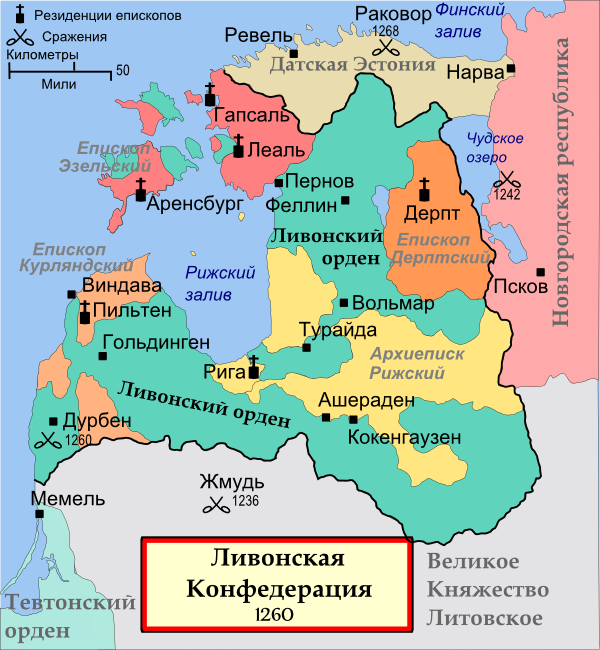
Ливонская конфедерация в 1260 году. Снизу отмечено одно из возможных мест Саульского сражения — Шяуляй

Во второй половине лета 1236 года был организован первый крестовый поход на Жемайтию. Магистр Ордена меченосцев Фольквин фон Наумбург не разделял энтузиазма папы Григория IX (объявившего крестовый поход), считая, что у ордена недостаточно сил и средств для подобной военной кампании. К 1236 году орден был ослаблен предыдущими конфликтами и потому не был готов к столь рискованному предприятию, как новый крестовый поход. К тому же меченосцы располагали весьма скудными разведданными о территории, в которую предполагалось вторжение. Тем не менее, Фольквин предпочел не перечить Григорию IX и возглавил армию крестоносцев. На стороне меченосцев в походе приняли участие «гости», то есть добровольцы из Европы (в данном случае из графства Гольштейн), крещёные эсты, ливы, латгалы, отряд из двухсот псковичей, а также новгородские воины.
Битва произошла около местности Сауле, когда на возвращающихся из похода крестоносцев напали жемайты и земгалы. Локализация Сауле вызывает споры, обычно это место отождествляют с современным городом Шяуляй в Литве. По другой версии, битва произошла у латвийской деревни Вецсауле. И на латышском, и на литовском языках «Сауле» означает солнце.
Войско язычников, по одной из версий, возглавляли Викинт и Эрдивил, упомянутые в договоре 1219 года в качестве жемайтских князей. Меченосцев и крестоносцев насчитывалось не менее трёх тысяч воинов. Жемайтов, включая войска Викинта и князей Буленисов, — примерно столько же.
Тяжёлая кавалерия крестоносцев была вынуждена принять бой в болотистой местности, где все преимущества были на стороне легко вооружённых жемайтов и земгалов. Рыцари не могли маневрировать и были расстреляны дротиками и стрелами противника. 
Крестоносцы потерпели тяжёлое поражение, в битве погибли возглавлявший поход великий магистр Фольквин фон Наумбург, 48 рыцарей Ордена меченосцев и 2 тысячи крестоносных ратников, а также многие союзники Ордена, в том числе почти все (180 из 200) псковичи. По другой версии, почти все союзники бросились в отступление, оставив рыцарей в подавляющем меньшинстве, когда их смелость и мастерство уже ничего не могли решить.
В результате поражения против власти Ордена меченосцев восстали курши, земгалы и селы. В 1237 году Орден был вынужден слиться с более успешным Тевтонским орденом.
В настоящее время 22 сентября отмечается в Латвии и Литве как День единства балтов.